# Svídnice (okres Chrudim)
Obec Svídnice (německy Swidnitz) se nachází v okrese Chrudim v Pardubickém kraji. Žije zde 420 obyvatel. Obcí protéká řeka Chrudimka a její levostranný přítok Okrouhlický potok. Pod místní částí Práčov se právě na toku Chrudimky nachází vyrovnávací vodní nádrž Křižanovice II.

## Historie
První písemná zmínka o vesnici pochází z roku 1349.

## Části obce
- Svídnice
- Práčov

## Pamětihodnosti
- zvonička na návsi
- kříž
- kostel svatého Jakuba Staršího v Práčově
- pískovcový kříž na p.p. č. 378/3
- pomník obětem první světové války
- osamělé kříže
- V jižní části katastrálního území obce leží přírodní rezervace Strádovské Peklo.

## Pověsti
Práčovský pán si chtěl koupit loveckého chrta, ale protože na něj neměl peníze, rozhodl se ho vyměnit za kostelní zvon. Když ale zvon spouštěli z věže, vysmekl se a skutálel se do řeky, přičemž zvonil „Zvon svatý Jan, za chrta dán!“ Zvon se nepodařilo najít, jednou však u řeky pradlena máchala přízi a zvon se jí do ní zachytil, žena zlostně zaklela a zvon se potopil navždy.